# Consolea testudinis-crus
Consolea testudinis-crus es una especie de planta suculenta perteneciente al género Consolea, dentro de la familia Cactaceae. Es endémica del norte de Haití.

## Descripción
Consolea testudinis-crus es una especie de cactus que crece en forma de árbol, con una copa muy ramificada y alcanzando alturas de 3 a 4 m. Forma un tronco erecto que no presenta articulaciones, es muy espinoso y supera los 2 m de altura. Tiene sección cilíndrica, es leñosa por dentro y está cubierto de lana espesa, blanca y ennegrecida. De él surgen ramas segmentadas y aplanadas que miden hasta 30 cm de largo y hasta 15 cm de ancho. Además presenta en la superficie pequeñas protuberancias que forman un patrón reticular, dándole el aspecto de rugoso.
Sobre los tallos se asientan areolas que presentan gloquidios y espinas cortas y erizadas, principalmente en tallos jóvenes, ya que con la edad suelen estar ausentes.
Las flores son de color amarillo intenso al principio y se vuelven rojizas con el tiempo. Se abren ampliamente durante el día y tienen brácteas curvadas. Aparecen en la parte superior de los bordes superiores de los extremos de los tallos, miden hasta 5 cm de largo y tienen un diámetro de 2,5 cm. El centro de la flor está ocupado por muchos estambres amarillos, los cuales presentan anteras del mismo color.
Los frutos tienen forma de huevo de gallina, con pequeñas espinas verdes al principio y luego se vuelven amarillentas. Tiene sabor amargo y en su interior encontramos semillas rugosas. Señalar que aunque esta especie es muy similar a Consolea moniliformis, sus frutos no son muy prolíficos y cuando caen al suelo no echan raíces.

## Distribución y hábitat
El área de distribución nativa de esta especie es norte de Haití y crece principalmente en el bioma tropical estacionalmente. 

## Taxonomía
La primera descripción de esta especie fue como Opuntia testudinis-crus, publicada en 1904 por el botánico francés Frédéric Albert Constantin Weber en la revista científica Bulletin du Muséum d'Histoire Naturelle 10: 389.
Posteriormente, los botánicos británicos Roy Mottram y Paul Hoxey colocaron la especie en el género Consolea, pasando a llamarse Consolea testudinis-crus y anotando estos cambios en la revista científica Cactician 13: 73 en el año 2020.
Etimología
- Consolea: nombre genérico otorgado en honor al botánico italiano Michelangelo Console, un inspector del Jardín Botánico de Palermo.
- testudinis-crus: epíteto específico que deriva de las palabras latinas testudinis (que es el genitivo singular de testudo y que significa "tortuga"), y crus (que significa "pierna" o "pata"), haciendo referencia a que los tallos de la especie tienen la forma de las patas delanteras de una tortuga marina.[4]

## Usos
Se cultiva principalmente como planta ornamental y su propagación se realiza a través de esquejes o semillas.